# Bonarcado
Bonarcado (sardinski: Bonàrcadu) je grad i općina (comune) u pokrajini Oristanu u regiji Sardiniji, Italija. Nalazi se na nadmorskoj visini od 284 metra i ima 1 597 stanovnika.
 Prostire se na 28,41 km2. Gustoća naseljenosti je 56 st/km2.
Susjedne općine su: Bauladu, Bessude, Borutta, Milis, Mores, Paulilatino, Santu Lussurgiu i Seneghe.